# Déconfinement
Pour les articles homonymes, voir Déconfinement (homonymie).
Wikipédia ne donne pas de conseils médicaux ou sanitaires. Cet article est susceptible de contenir des informations obsolètes ou inexactes. Seul un professionnel de la santé est apte à vous fournir un avis médical, et seules les autorités sanitaires de votre pays sont compétentes pour donner des consignes de santé publique relatives à la pandémie de Covid-19.
 (avril 2020).
Les informations dans cet article sont mal organisées, redondantes, ou il existe des sections bien trop longues. Structurez-le ou soumettez des propositions en page de discussion.
Avec le temps, il arrive que le contenu présent dans un article devienne désordonné. Il est souvent nécessaire de réorganiser l'article de fond en comble.
- Il faut tout d’abord répartir le contenu de l'article en plusieurs sections. Les informations doivent ensuite être exposées clairement et le plus synthétiquement possible, regroupées par sujet afin d'éviter les doublons. Quelqu'un cherchant une information précise doit pouvoir la trouver rapidement en lisant la section appropriée.
- À l'intérieur de chaque section, le texte, souvent initialement sous la forme de phrases éparses, doit être regroupé dans des paragraphes de quelques lignes, en assurant un enchaînement logique et une cohérence entre les phrases.
- Lorsque l'article ou l'une de ses sections développe trop longuement un point qui n'est pas dans le cœur du sujet traité, il convient de faire une synthèse et de transférer l'ancien contenu dans des articles plus appropriés (en cas de transfert, il faut impérativement respecter la procédure Aide:Scission).

Si vous pensez que ces points ont été résolus, vous pouvez retirer ce bandeau et améliorer le plan d'un autre article.
Le déconfinement est la sortie d'une période de confinement, assortie d'un ensemble de mesures, dispositifs, voire stratégies à l'échelle d'un État, mais aussi de multiples procédures stratégiques d'observance ou d'évitement à l'échelon individuel, de structure de services de production.

## Définition et pratiques
C'est un néologisme récent apparu lors de la crise de la Covid-19.
L’intérêt individuel et l'intérêt général peuvent s'opposer dans la vie personnelle ou économique : le passager clandestin (économie) s'oppose à l'objectif de santé publique et peut négliger le risque déclenché pour un autre plus fragile, s'il estime son risque personnel comme faible.

## Déconfinement et grippe espagnole
L'épidémie mondiale émergente de l'ampleur de celle de la pandémie Covid-19 est sans équivalent depuis un siècle. La dernière est celle de grippe H1N1 de 1918-1919, encore appelée grippe espagnole.

## Déconfinement à la suite de la pandémie de Covid-19
Au 17 avril 2020, plus de 4,4 milliards de personnes sont confinées en raison de la pandémie de Covid-19, soit plus de la moitié de la population mondiale. Elles sont ressortissantes de 110 pays. Dans chacun de ces États se pose la question du déconfinement pour préserver les bénéfices obtenus durant la période qui aura précédé.
| Pays        | Début du confinement                                                                                         | Date annoncée de déconfinement,                                                                            |
| ----------- | --- | --- |
| Algérie     | | 14 mai |
| Allemagne   | 22 mars | 4 mai |
| Autriche    | 16 mars | 14 avril et élargissement 1er mai                                                                          |
| Belgique    | 18 mars (Premier confinement) 2 novembre (Second confinement)                                                | 4 mai (Premier confinement) 8 mars (Second confinement)                                                    |
| Espagne     | 14 mars | 9 mai |
| États-Unis  | | date décidée par chaque État                                                                               |
| France      | 17 mars 2020 (Premier confinement) 30 octobre 2020 (Second confinement) 3 avril 2021 (Troisième confinement) | 11 mai 2020 (Premier confinement) 15 décembre 2020 (Second confinement) 3 mai 2021 (Troisième confinement) |
| Grèce       | | 27 avril                                                                                                   |
| Inde        | | 3 mai |
| Italie      | 10 mars | 4 mai |
| Maroc       | 16 mars | 10 juin |
| Norvège     | 12 mars | 20 avril                                                                                                   |
| Portugal    | 19 mars | 2 mai |
| Royaume-Uni | 24 mars | 7 mai puis reporté au plus tôt au 1er juin                                                                 |
| Suisse      | 16 mars | 27 avril                                                                                                   |
| Tchéquie    | 15 mars | 20 avril                                                                                                   |
| Tunisie     | | 4 mai |

### En Chine
En Chine, le déconfinement est aujourd'hui assorti de contrôles systématiques de température à l'entrée des magasins. Un grand nombre d'innovations numériques sont proposées ou imposées.
Pour voyager, les Chinois de la province de Hubei doivent aussi disposer sur leur smartphone d'un QR code vert, délivré par les autorités, qui atteste d'une non-infection au Covid-19. Les habitants de la ville même de Wuhan demeurent encore au confinement strict jusqu'au 8 avril 2020.
Une étude de chercheurs de l'Université de Hong Kong sur quatre villes chinoises, indique que les mesures de confinement ont permis d'abaisser le taux de reproduction du virus à moins de 1. Il était de 2 à 3 au début de l'épidémie, à l'origine d'une diffusion exponentielle de la maladie.
En l'absence de vaccin, et sans avoir atteint l'immunité de groupe, le relâchement prématuré peut créer une deuxième vague d'épidémie presque identique à la première.
Selon les auteurs de l'étude, la stratégie la plus adaptée pour les pays touchés consiste à maintenir le taux de reproduction du virus en dessous de 1, en cherchant le juste équilibre entre la reprise des activités économiques et le maintien des mesures de contrôle, tant que le vaccin n'est pas disponible.
Cette réflexion sur la mise en place progressive du déconfinement est en cours d'analyse dans la plupart des pays européens.

### Union européenne
La Commission européenne a souhaité l'ouverture progressive et partielle de ses frontières extérieures à partir du 1er juillet.

### En Italie
Le plan du déconfinement est analysé en deux étapes. La courbe de contagion continue de ralentir en Italie au 7 avril 2020 et l'Italie semble arrivée à un plateau. La phase 2 synonyme de coexistence avec le virus est envisagée pour le 16 mai 2020. La première étape concerne la réouverture de quelques activités productives dès mi-avril, comme le bâtiment, la mécanique, la filière alimentaire et pharmaceutique.
En parallèle, le déconfinement peut prendre en compte les zones géographiques les moins infectées, et l'âge et les personnes fragiles d'autre part.
Dans la deuxième étape, les rassemblements dans les parcs demeureront interdits. les entrées dans les magasins contrôlées, la distance barrière respectée, les événements publics interdits, les bars et les restaurants fermés.

### En France

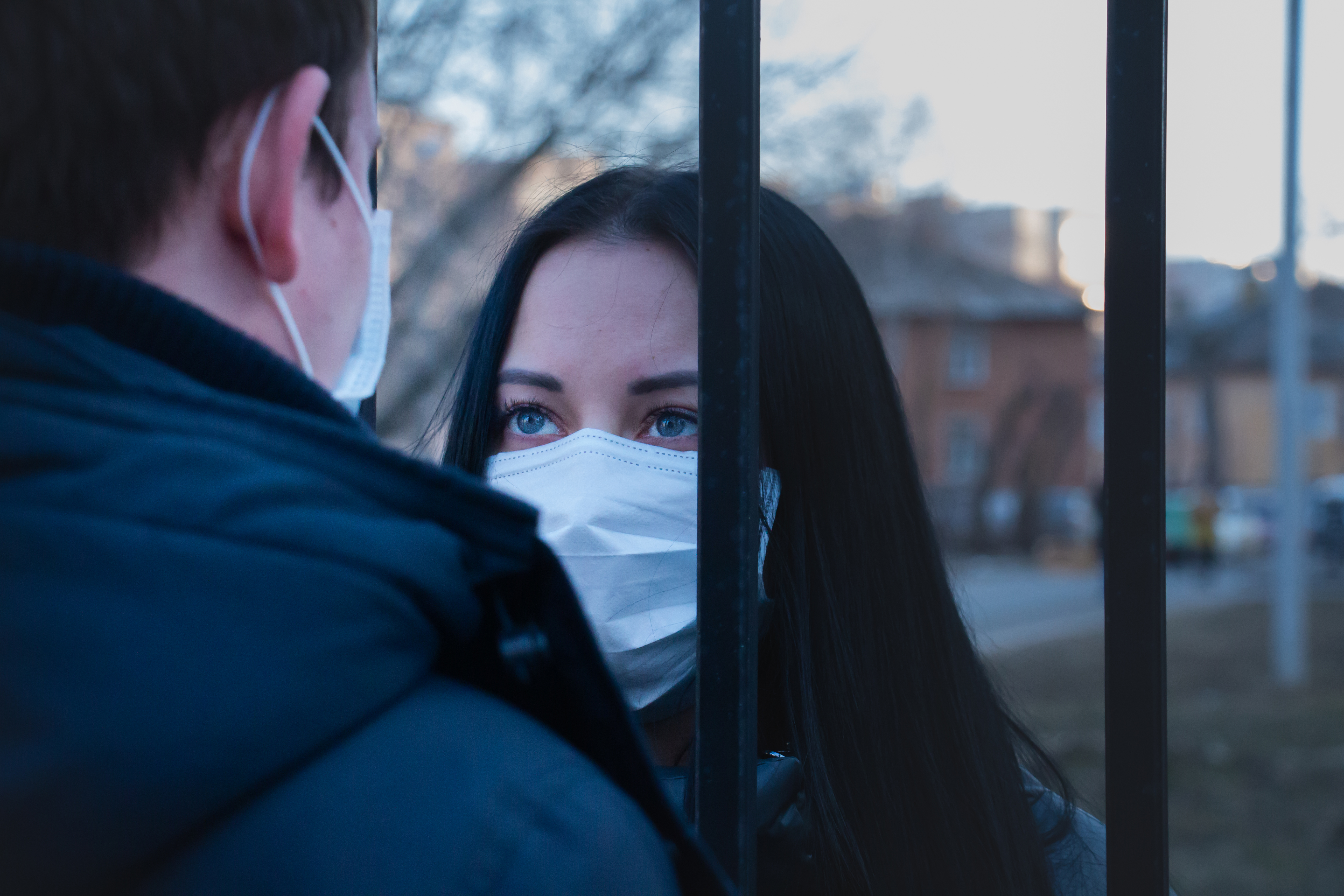
Auto-confinement durant la pandémie de Covid-19.

#### Déroulement du déconfinement

##### Dispositif général
Le comité scientifique qui conseille le gouvernement a fixé une durée d'au moins six semaines de confinement. Cette période correspond à trois cycles de quinze jours de contamination. Les trois cycles couvrent : la guérison des personnes qui sont tombées malades avant le confinement, la guérison de celles qui seraient tombées malades au commencement du confinement, et en dernier lieu des membres d'une famille, contaminés par un proche malade au début du confinement. La sortie du confinement suppose que la situation épidémique soit au moins stabilisée,.
L'Académie Nationale de Médecine considère que le déconfinement ne doit être autorisé que dans les zones qui ont connu une nette décroissance du nombre d'hospitalisations Covid-19 avec un retour des besoins de réanimation à l'état pré-épidémique. La sortie du confinement doit être accompagnée de strictes limitations de déplacements, afin d'interdire aux habitants d'une région déconfinée de se rendre dans une région qui ne l'est pas encore.

Deuxième vague - Effet en cas de mesures d'atténuation inefficaces

Édouard Philippe déclare le 2 avril 2020 que le « déconfinement ne pourra intervenir que de façon progressive ». Le gouvernement français décide de suivre une stratégie de phasage. En l'absence de phasage, une deuxième vague d'épidémie peut se manifester, si bien qu'un déconfinement peut être suivi d'une ou de plusieurs périodes de confinement avec rétablissement des mesures restrictives,. Il peut aussi s'agir d'une stratégie de déconfinement en mode « Stop and go ». Le confinement est mis en place à chaque poussée de l'épidémie pour éviter la saturation des services hospitaliers. La sortie du mode est conclue soit par la découverte du vaccin, soit par l'immunité de groupe.
La stratégie de phasage, à l'étude par le gouvernement et son conseil scientifique, mais aussi par différents experts ou analystes indépendants, revêt différents aspects. Le phasage peut être étagé dans le temps ou régionalisé, fonction des régions plus ou moins touchées, de la qualité ou de la saturation des infrastructures sanitaires suivant les régions. Il peut être sectorisé par type d'activités (l'industrie, puis les restaurants, bars, salles de spectacle). Les écoles sont, à cet égard, problématiques puisqu'il serait difficile d'y faire appliquer les « gestes-barrières ». Les mesures de déconfinement tiennent aussi compte de la classe d'âge et de la fragilité des populations. Les personnes de plus de 65 ans ou celles qui souffrent de maladies chroniques graves ou immunodéprimées risquent d'être confinées plus longtemps,. L'Académie Nationale de Médecine s'oppose cependant au déconfinement par classes d'âges pour privilégier la régionalisation. Le déconfinement dépend encore des profils sanitaires à savoir de la présence pour un individu d'anticorps ou de charge virale résiduelle,, du degré d'immunisation collective de la population, de la circulation active du virus dans certaines régions, de l'existence de traitements disponibles, de la diffusion large ou non de tests sérologiques,, de l'accessibilité à des masques civils,. Le déconfinement dépend encore des mouvements de population, de la perméabilité des frontières (en particulier de l'espace Schengen) comme des zones d'épidémie situées en périphérie, de la mise en place d'un traçage sur une base volontaire ou obligatoire,.
Emmanuel Macron indique le 13 avril 2020, que la sortie progressive du confinement débutera le 11 mai 2020. À compter de cette date, les crèches, écoles, collèges ou lycées rouvriront progressivement leurs portes. Toute personne qui présente des symptômes du coronavirus pourra être testée. Un masque grand public sera disponible pour chaque Français.

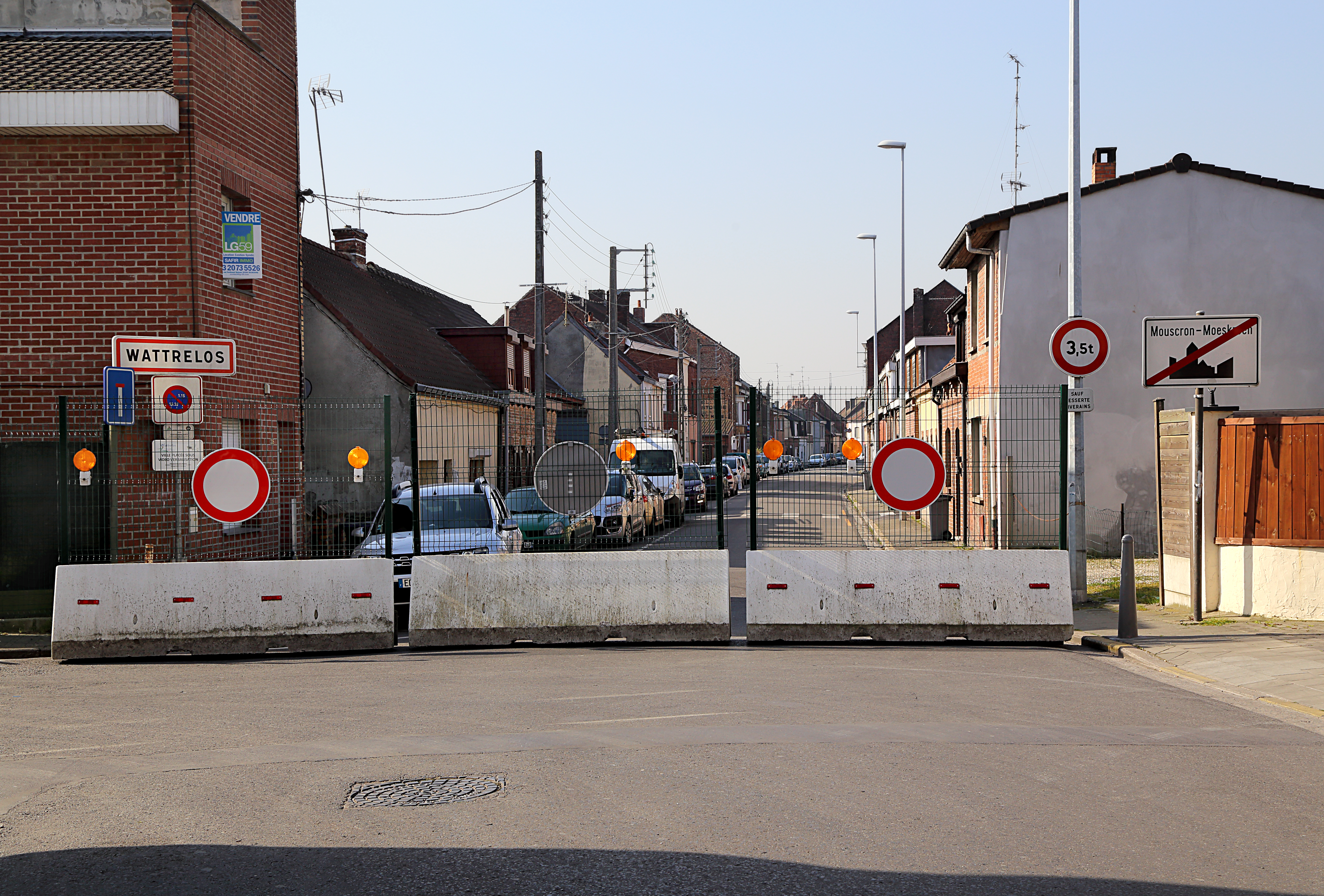
Blocs de béton à la frontière entre Mouscron (Belgique) et Wattrelos (France), le 27 mars 2020.

Au printemps 2020[Quand ?], la France a décidé de prolonger les contrôles aux frontières jusqu'en octobre 2020. La circulation des personnes par transport aérien sera aussi limitée jusqu'à septembre 2020.

##### Brigades sanitaires
Depuis le 11 mai 2020, quelque 4 000 agents de la CPAM ont été chargés de rappeler et de tracer les contacts des personnes touchées par le Covid-19, puis inciter ces personnes à passer des tests. Ce dispositif a été intégré au niveau départemental,.

#### Conditions du déconfinement

##### Dépistage massif et usage de masque
La pratique de dépistage massif a été utilisée avec succès par les Sud-Coréens. Elle leur a permis d'isoler précocement les malades positifs, indique Jean-François Delfraissy et donc de rompre les chaînes de contamination. Et surtout cette méthode également appliquée en Allemagne permet de contenir le virus à des groupes de population plus résistants, avant qu'il ne diffuse à des personnes fragiles aux effets potentiellement mortels.
L'Académie Nationale de Médecine recommande l'usage d'un masque obligatoire anti-projections dans l'espace public, fut-il de fabrication artisanale. Il doit être utilisé pendant la période de confinement, lors de sa levée, et jusqu'à la fin d'une période de 14 jours sans nouveau cas.

##### Traitements
La vaccination permet d'immuniser la population, à défaut d'être exposée au virus. On introduit une forme inactive ou atténuée du virus dans l'organisme du patient pour stimuler ses défenses, sans pour autant qu'il devienne malade. En avril 2020, il n'existe pas de vaccin contre le Sars-CoV-2, dont la production dure au moins 12 mois, voire selon l'Institut Pasteur pas avant l'été 2021. La production d'un vaccin est un processus long, ponctué d'étapes dont la durée est parfois incompressible, à l'image du vaccin contre la grippe saisonnière qui revient pourtant tous les ans. Le traitement de malades, si un remède est trouvé, peut réduire le nombre de cas mortels, limiter la durée des hospitalisations, et abaisser la charge virale dans l'organisme des malades donc la contagiosité. La maladie une fois traitée est moins létale et contagieuse, ce qui facilite le retour à la normale.
En avril 2020, il n'existe pas de traitement connu contre le coronavirus mais plusieurs essais cliniques sont en cours, dont la chloroquine, l'hydroxychloroquine, le remdésivir, le lopinavir/ritonavir. Ils ont pour but d'endiguer la maladie, et surtout d'empêcher que des complications se développent, qui peuvent entraîner le décès. Les résultats ne seront toutefois pas connus avant plusieurs semaines, voire mois. La transfusion de plasma de personnes guéries vers des patients aigus de la maladie est aussi à l'étude depuis début avril. Le plasma contient des anticorps dirigés contre le virus, qui pourrait transférer l'immunité au malade, selon un communiqué de Assistance Publique - Hôpitaux de Paris, l'Établissement Français du Sang et l'Institut National de la Santé et de la Recherche Médicale.

##### Immunité collective
Les personnes immunisées ne sont plus vecteurs de la maladie. Leur immunité se développe par la production d'anticorps liée à une primo-contamination ou par la vaccination, quand elle devient disponible. Même si le virus continue à circuler, lorsque le nombre de personnes immunisées augmente, le risque de rencontre entre un malade et une personne immunisée diminue. Le niveau de population immunisée nécessaire à l'arrêt de la propagation du virus dépend de la contagiosité de la pathologie,.
« Le but est d'éteindre l'épidémie, en évitant la création de nouveaux foyers. Pour cela, on estime en général qu'il faut que plus de 75 % de la population soit immunisée. » indique Alexandre Bleibtreu. Les dernières publications d'experts en avril 2020 situent ce seuil de 50 à 60 % de la population infectée,. Les campagnes de vaccination reposent sur ce principe.
La France n'avait jamais été exposée au Covid-19 avant l'épidémie de 2020, si bien que la totalité de la population était réceptive en janvier 2020, et pouvait être exposée à une contamination. Les spécialistes estiment qu'une personne peut contaminer entre deux et trois autres. L'épidémie ne peut refluer que lorsque ce nombre descend en dessous de un. Cela ne peut intervenir qu'une fois que 60 % de personnes ont été infectées ou vaccinées. Début avril 2020, plusieurs études arrivent à la conclusion que l'immunité collective ne dépasserait pas 10 % de la population française. Mais ce seuil est sujet à caution, car il repose sur des enquêtes d'opinion et des modélisations mathématiques, relate Antoine Flahault, directeur de l'Institut de santé global de l'université de Genève. Une enquête auprès de médecins généralistes par le syndicat MG-France estime qu'1,6 million de Français peuvent avoir été infectés depuis le début de l'épidémie jusqu'au début avril 2020. En l'absence de vaccinations, le niveau de 60 % semble aujourd'hui trop haut pour être un objectif de contamination naturelle, il y aurait trop de cas sévères et trop de décès.
Pour la grippe saisonnière, les personnes à risque sont surtout vaccinées en France. Au Royaume-Uni, on vaccine aussi les enfants pour éviter qu'ils ne contaminent leur entourage, et donc les personnes à risque.
Néanmoins, les scientifiques n'ont pas encore de certitudes sur la durée de l'immunisation avec le coronavirus, ni si elle est définitive,.
Il est pourtant nécessaire de vérifier que l'immunité de groupe est bien atteinte. « Si tel n'est pas le cas, il faudra décider la prolongation du confinement des personnes qui ne sont pas immunisées », rappelle l'infectiologue Dr Benjamin Davido.

##### Tests

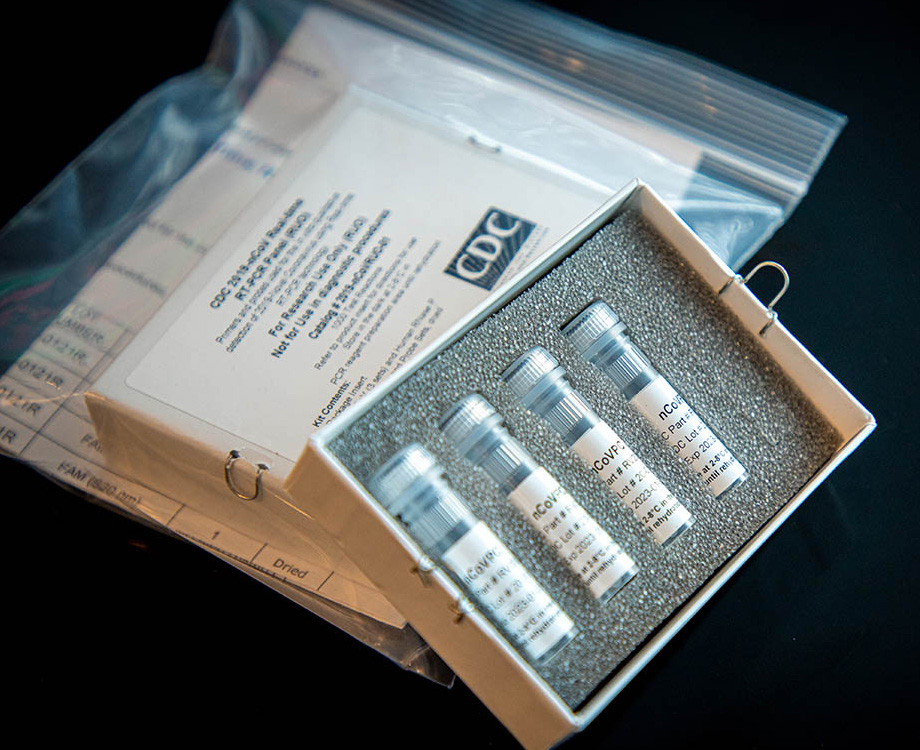
CDC - Kit de laboratoire pour le Covid-19, de type PCR.

Au départ de la pandémie des tests diagnostiques ont été utilisés, ils sont aussi dénommés tests virologiques, car ils détectent la présence du virus. Ils utilisent la technique de l'amplification génétique, dite PCR (Polymerase chain reaction : réaction en chaîne par polymérase), dont l'objectif est de démultiplier les fragments de génome du virus. Le prélèvement des échantillons se fait à l'aide d'un écouvillon dans la cavité nasale. Ils permettent seulement de confirmer si la personne est contaminée à l'instant du prélèvement, pas si elle est déjà guérie. Le résultat est obtenu en quelques heures, et une version améliorée de la méthode, disponible depuis mi-avril 2020, permet un temps d'attente réduit à quelques minutes. L'intérêt est pourtant limité pour planifier le déconfinement, dont l'étude repose sur le développement d'une immunité collective.
À l'inverse, les nouveaux tests sérologiques utilisent l'analyse sanguine pour la recherche d'anticorps spécifiques, produits par le système immunitaire et dirigés contre le SARS-CoV-2 responsable du Covid-19. Leur portée est plus large, car ils vont déterminer si la personne est ou a été infectée par le virus, voire si la défense créée est suffisante pour lutter contre une nouvelle attaque du SARS-CoV-2 — taux plancher d'anticorps —. Des testeurs sérologiques, utilisant une simple goutte de sang, à utiliser à domicile ou en laboratoire seront mis sur le marché.
Une campagne de tests sérologiques peut s'avérer indispensable sur une large portion de la population,. Les scientifiques restent divisés sur le pourcentage de personnes à tester. En effet, alors que 80 % des personnes contaminées ne présentent pas ou peu de symptômes, il est très difficile d'avoir une idée de la population qui a été exposée au virus et deviennent des cas guéris, et donc de construire des prévisions, précise l'épidémiologiste Catherine Hill. Le professeur Flahault estime que des enquêtes de séroprévalence de terrain sur 500 à 1 000 personnes, peuvent donner des idées fiables sur un échantillon alors représentatif de la population. L'Inserm lance une étude élargie sur la population, indique au mois d'avril 2020, Xavier de Lamballerie, virologue à l'hôpital de La Timone à Marseille.
Des dizaines de laboratoires ont développé voire commercialisé des tests de sérologie. En France, deux millions de kits ont été commandés par le ministère de la Santé pour le mois d'avril 2020. La fiabilité des tests reste à évaluer pour ne pas déconfiner des faux positifs. Dans ce cas, si le test est insuffisamment ciblé, il indique que la personne a été contaminée alors qu'elle ne l'est pas, ou bien qu'elle a été infectée par un coronavirus qui n'est pas de la souche SARS-CoV-2.
La disponibilité des tests sérologiques est aussi en question pour planifier le déconfinement, car ils ne seront disponibles qu'à l'issue de plusieurs jours ou semaines, indique le ministre de la Santé français Olivier Véran. « L'urgence à faire des tests sur un échantillon représentatif de la population », précise Catherine Hill, car il faut évaluer le nombre de personnes touchées. Seulement 30 000 tests sont conduits chaque jour en France, au début avril 2020. À ce rythme, en augmentation rapide néanmoins, il faudrait tout de même 6 ans pour tester l'ensemble de la population française.
Une étude américaine analysée par le gouvernement français propose que les personnes dont l'immunité est garantie puissent reprendre leur activité normale, à condition d'utiliser des masques et de maintenir l'interdiction des rassemblements de masse. Ce scénario ne s'enclenche qu'à l'issue d'une période de 14 jours après le reflux constaté de l'épidémie, région par région, ou département par département.

#### Conséquences: augmentation de la pollution
L'augmentation de la pollution la plus forte lors du dé-confinement a été réalisée à Paris, en Ile de France, avec une augmentation de 118% du toxique gaz NO2 produit par le trafic routier, ce qui dépasse le doublement de l'émissions selon le CREA. Les autres capitales européennes ont connu une moindre augmentation: Bruxelles (+ 88 %) , Milan (+ 73 %).

### En Allemagne
La chancelière allemande Angela Merkel réunira le 15 avril 2020 les présidents des 16 länder de la république fédérale, pour faire le point sur la sortie progressive du confinement, en vigueur depuis mi-mars 2020.
Les autorités envisagent de rouvrir les écoles début mai 2020, ainsi que la majorité des commerces et entreprises, à condition que les mesures de sécurité sanitaire demeurent scrupuleusement respectées, notamment le port du masque, qui pourrait devenir obligatoire.
Angela Merkel se prononce après réception du rapport favorable au déconfinement progressif de l'Académie de médecine allemande. Le professeur Gérald Haug qui la préside alerte néanmoins du risque de deuxième vague, si les mesures de distanciation sociale et les gestes barrières venaient à se relâcher.
La chancelière souhaite également coordonner le déconfinement avec ses pays voisins. Une task-force franco-allemande, qui réunira des représentants des ministres de l'Intérieur, de la Santé et de l'Économie, doit d'ailleurs être instituée fin avril 2020 pour y veiller.
Pour éviter une seconde vague, certains cantons ont dû réintroduire un confinement.

### En Angleterre
Le comité scientifique de l'Imperial College de Londres indique que plus une stratégie de confinement s'avère efficace, plus l'épidémie devient importante en l'absence de vaccinations en raison d'une immunité collective moindre.
Comme alternative au confinement total, les chercheurs avancent l'idée d'un déconfinement intermittent. Les règles de confinement changent alors en fonction du nombre de cas, réduites quand les cas diminuent, et rétablies quand ils repartent à la hausse. Le confinement est appliqué les 2/3 du temps de la période qui précède la campagne de vaccination. Il faut cependant presque 18 mois avant qu'une quantité suffisante de vaccins soit disponible pour immuniser toute la population.